# كوينتون باتون
كوينتون باتون (بالإنجليزية: Quinton Patton)‏ هو لاعب كرة قدم أمريكية أمريكي، ولد في 9 أغسطس 1990 في ناشفيل في الولايات المتحدة.

## وصلات خارجية
- كوينتون باتون على موقع مرجع كرة القدم المحترفة.كوم (الإنجليزية)